# French Flag Model
|  | Dieser Artikel wurde aufgrund von formalen oder inhaltlichen Mängeln in der Qualitätssicherung Biologie im Abschnitt „Genetik und Biochemie“ zur Verbesserung eingetragen. Dies geschieht, um die Qualität der Biologie-Artikel auf ein akzeptables Niveau zu bringen. Bitte hilf mit, diesen Artikel zu verbessern! Artikel, die nicht signifikant verbessert werden, können gegebenenfalls gelöscht werden. Lies dazu auch die näheren Informationen in den Mindestanforderungen an Biologie-Artikel. Begründung: Belege fehlen und wofür die Farben „Blau“, „Weiß“ und „Rot“ stehen, wird nicht erklärt. en:French flag model ist evtl. hilfreich. |

Das French Flag Model ist ein anschauliches Konzept in der Entwicklungsbiologie, das zur Erklärung verwendet wird, wie Zellen in einem wachsenden Organismus ihre Position erkennen und entsprechend differenziert werden können. Es wurde von Lewis Wolpert in den 1960er Jahren vorgeschlagen und spielt eine zentrale Rolle beim Verständnis von Musterbildung und Morphogenese, also der Entwicklung von Formen und Strukturen während der embryonalen Entwicklung.

## Grundkonzept
Das Modell stellt sich die embryonale Entwicklung wie eine französische Flagge vor, die in drei vertikale Zonen unterteilt ist: blau, weiß und rot. Die Farben sind dabei arbiträr und symbolisieren nur drei diskrete Zustände: "blau" für starke Einwirkung über einem Grenzwert, "weiß" für schwache Einwirkung, und "rot" als Grundzustand, sofern die Einwirkung unter einem Schwellenwert liegt. Somit entsprechen diese Zonen unterschiedlichen Konzentrationen eines hypothetischen Signalmoleküls, das als Morphogen bezeichnet wird. Morphogene sind Substanzen, die in einer bestimmten Region eines Embryos produziert werden und sich durch Diffusion über das Gewebe ausbreiten, wobei ihre Konzentration mit der Entfernung von der Quelle abnimmt.

## Funktionsweise
- Produktion des Morphogens: Das Morphogen wird in einer spezifischen Region (oft am einen Ende des Embryos) produziert.
- Gradientenbildung: Das Morphogen breitet sich durch Diffusion und/oder aktiven Transport aus und bildet einen Konzentrationsgradienten entlang einer Achse (z. B. von vorne nach hinten).
- Zellantwort: Zellen in verschiedenen Positionen des Gradienten sind verschiedenen Morphogenkonzentrationen ausgesetzt. Abhängig von der Konzentration des Morphogens, dem sie ausgesetzt sind, schalten die Zellen unterschiedliche Gene an oder aus.
- Differenzierung: Dies führt dazu, dass Zellen je nach ihrer Position im Gradienten unterschiedliche Schicksale wählen und sich in unterschiedliche Zelltypen differenzieren.

## Anwendungen und Bedeutung
Das French Flag Model hat weitreichende Bedeutung für das Verständnis von Prozessen, bei denen zelluläre Antworten durch quantitative Unterschiede in Signalen bestimmt werden, was in vielen Bereichen der Biologie, einschließlich der Krebsforschung und der Regenerationsbiologie, relevant ist.
Das Modell hilft zu erklären, wie komplexe Strukturen und Organe durch relativ einfache Regeln der Signalverarbeitung und Genaktivierung gebildet werden können. Es betont die Bedeutung der Positionsinformation und der lokalen Kommunikation zwischen Zellen während der Entwicklung.